# Boleophthalmus boddarti
Boleophthalmus boddarti är en fiskart som först beskrevs av Pallas, 1770.  Boleophthalmus boddarti ingår i släktet Boleophthalmus och familjen smörbultsfiskar. IUCN kategoriserar arten globalt som livskraftig. Inga underarter finns listade.